# Impatiente pâle
Impatiens pallida
Espèce
Synonymes
- Impatiens pallida f. pallida[2]

L'Impatiente pâle, Impatiens pallida, est une espèce de plante à fleurs de la famille des Balsaminaceae originaire du Canada et des États-Unis. Elle pousse dans les sols humides et est généralement associé à l'Impatiente du Cap, à laquelle elle est étroitement apparentée, produisant des fleurs du milieu de l'été à l'automne[réf. nécessaire].

## Description
La plante peut atteindre jusqu'à 2 mètres (6 pi 7 po) de hauteur.  Les fleurs sont jaunes, avec des taches rougeâtres sur leurs faces, et se regroupent en petites quantités parmi les feuilles supérieures. 

## Pollinisation
Les fleurs de l'Impatiente pâle ont des éperons de nectar qui auraient joué un rôle dans la coévolution plante-pollinisateur. La plupart des éperons à nectar de l'Impatiente pâle sont perpendiculaires mais certains d'entre eux sont courbes.
Ces fleurs avec éperons de nectar sont partiellement ou complètement pollinisées par les insectes. Le pollinisateur spécifique est déterminé par la courbure de l'éperon à nectar. Comme l'Impatiente pâle a des éperons de nectar perpendiculaires, les abeilles sont les principaux pollinisateurs.

## Utilisation
Comme Impatiens capensis , les jeunes pousses peuvent être bouillies (avec deux changements d'eau) comme herbe potagère , et les graines sont également comestibles. 
Avec d'autres espèces de Jewelweed ou " touch-me-not ", c'est un remède traditionnel pour les éruptions cutanées, bien que des études contrôlées n'aient pas montré d'efficacité à cet effet. [ citation nécessaire ]

## Liste des variétés
Selon Tropicos (19 novembre 2020) :
- variété Impatiens pallida var. alba Clute